# Dracontium plowmanii
Dracontium plowmanii är en kallaväxtart som beskrevs av Guang Hua Zhu och Thomas Bernard Croat. Dracontium plowmanii ingår i släktet Dracontium och familjen kallaväxter.
Artens utbredningsområde är Peru. Inga underarter finns listade.